# Verbandsgemeinde Gerolstein (1968-2018)
La comunità amministrativa di Gerolstein (Verbandsgemeinde Gerolstein)  era una comunità amministrativa della Renania-Palatinato, in Germania.
Faceva parte del circondario del Vulkaneifel.
A partire dal 1º gennaio 2019 è stata unita alle comunità amministrative Hillesheim e Obere Kyll per costituire la nuova comunità amministrativa Gerolstein.

## Suddivisione
Comprendeva 13 comuni:
1. Berlingen
2. Birresborn
3. Densborn
4. Duppach
5. Gerolstein (città)
6. Hohenfels-Essingen
7. Kalenborn-Scheuern
8. Kopp
9. Mürlenbach
10. Neroth
11. Pelm
12. Rockeskyll
13. Salm

Il capoluogo era Gerolstein.